# Merge Records
Merge Records é uma gravadora independente sediada nos Estados Unidos. Fundada por Mac McCaughan e Laura Ballance em 1989 como uma forma de lançar as gravações de sua banda de rock Superchunk e de bandas de amigos. O primeiro álbum da gravadora a entrar para a Billboard 200 foi Funeral do Arcade Fire. A gravadora recebeu um Grammy pelo álbum The Suburbs.
Os primeiros lançamentos de sucesso de Merge incluíram In the Aeroplane Over the Sea, 69 Love Songs, e Kill the Moonlight.

## Artistas notáveis
Lista de artistas adaptada do site da Merge Records.